# Rebveredlungsanstalt Rhodt

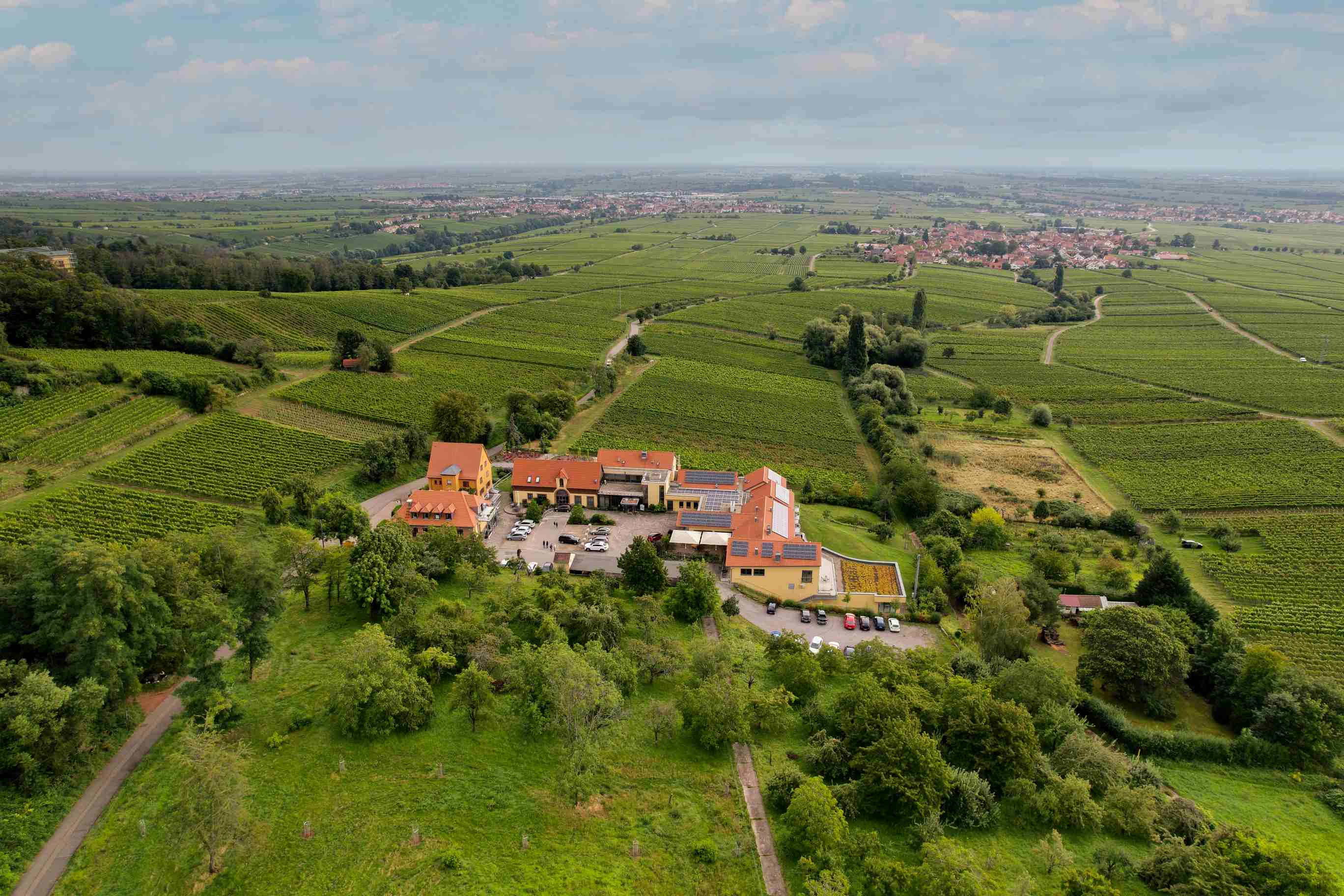
Frühere Rebveredlungsanstalt aus der Vogelperspektive

Die staatliche Rebveredlungsanstalt Kästenberg Rhodt war eine Rebschule in der pfälzischen Ortsgemeinde Rhodt, die im heutigen Bundesland Rheinland-Pfalz liegt. Die Anstalt hatte die Aufgabe, Methoden zur Bekämpfung der europaweit als Rebenschädling auftretenden Reblaus zu entwickeln und resistente Weinreben zu züchten.

## Geographie

### Lage
Der Winzerort Rhodt liegt im Weinanbaugebiet der Pfalz, und zwar in dessen Südteil, der heute den Namen Südliche Weinstraße trägt. Die Rebveredlungsanstalt stand am Westrand des örtlichen Weinberggeländes auf einer Höhe von 280 m ü. NHN am Osthang des 613,2 m hohen Blättersberg-Massivs, das zur Haardt gehört, dem östlichen Gebirgsrand des Pfälzerwalds.

### Gewässer
Unmittelbar südlich des Standorts fließt der Leißelgraben vorbei. Er entspringt 700 m westlich in einem Taleinschnitt des Blättersberg-Osthangs Kastanienberg, der vor Ort Kästenberg genannt wird und der Rebveredlungsanstalt den Namen gegeben hat. Der Leißelgraben passiert dann, weitgehend verrohrt, die Gemeinde Rhodt und verlässt das Weinbaugebiet nach Osten. Nach 15,8 km mündet er in der Rheinebene nördlich der Wohnbebauung von Freisbach als Lachgraben von links in den Modenbach, einen rechten Zufluss des Speyerbachs.

### Umgebung
600 m nordwestlich der Anstalt steht auf dem Nordostläufer des Blättersbergs in 535 m Höhe die Ruine der mittelalterlichen Rietburg, zu der die Rietburgbahn, ein Sessellift, hinaufführt.

## Geschichte

### Gründung und Betrieb
Damit die Rebveredlungsanstalt gebaut werden konnte, verpachtete die Gemeinde Rhodt im Jahr 1925 vier Hektar Ödland an den Staat. Das Areal wurde durch Erdverschiebungen, Auffüllungen und Entwässerungen zu einem hochwertigen Kulturgelände umgewandelt. 1926 und 1927 wurden freie Flächen dazugekauft, so dass die Gesamtfläche über acht Hektar erreichte. 1927 wurde der Anstaltskomplex errichtet, der aus einem Wirtschaftsgebäude, einem Veredlungsgebäude, einem Winzerhaus und einem Gewächshaus mit Vortreib- und Abhärteraum bestand.
Die Rebveredlungsanstalt pfropfte Edelreiser von europäischen Reben auf reblausfeste Unterlagen von Amerikanerreben auf. Damit sollte die Reblaus bekämpft werden, deren im Erdreich lebende Jugendform durch ihre Saugtätigkeit die Leitungsbahnen der Rebenwurzeln bis zum Absterben schädigt. Hybridreben aus Nordamerika sind gegen diese Schädlinge weitgehend resistent, weil sie die Fähigkeit besitzen, die Saugstellen an ihren Wurzeln durch die Bildung von Korkgewebe abzudichten. Die Rebveredlungsanstalt produzierte dank der für damalige Verhältnisse modernen Mechanisierung rund zwei Millionen Pfropfreben pro Jahr.

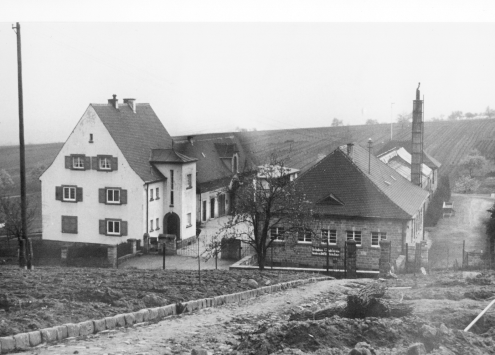
Rebveredlungsanstalt 1958

Der Rebveredlungsanstalt wird als Verdienst zugerechnet, dass sie in den 1960er Jahren den vermutlich letzten in Deutschland vorhandenen Weinstock der roten Rebsorte St. Laurent einer Erhaltungszüchtung zuführte.
Durch ihre Arbeit als beamtete Reblauskommissare der Bezirksregierung erlangten die auch in der Rebveredlungsanstalt Rhodt tätigen Önologen Hermann Conrad (1911–1995) und Erich Bengel (* 1924) überregionale Bekanntheit.

### Niedergang und Schließung
Im Jahr 1964 wurde die Rebveredlungsanstalt Rhodt zusammen mit derjenigen in Bad Bergzabern in die Landes-Lehr- und Forschungsanstalt für Wein- und Gartenbau (LLFA) in Neustadt an der Weinstraße eingegliedert, die heute als Dienstleistungszentrum Ländlicher Raum Rheinpfalz ihren Sitz im Neustadter Vorort Mußbach hat. Im Jahr 1969 wurde die Rebveredlungsanstalt Rhodt geschlossen.

### Spätere Nutzung
1977 verkaufte die Gemeinde Rhodt das Gebäudeensemble in private Hand. Der neue Eigentümer eröffnete ein Gasthaus mit einfachen Gästezimmern. Im Jahr 2002 wurde auf dem Gelände ein Hotel eröffnet, das ab 2004 in mehreren Schritten zu einem Vier-Sterne-Haus ausgebaut wurde und das sich nach der vor Ort gebräuchlichen Bezeichnung für die ehemalige Rebveredlungsanstalt Alte Rebschule nennt.